# Космос как предчувствие
«Ко́смос как предчу́вствие» — художественный фильм режиссёра Алексея Учителя.

## Сюжет
Конец 1950-х. Спутник уже запущен, а первый космонавт ещё нет. Герои фильма живут в портовом городе на Кольском полуострове, недалеко от границы с Норвегией.
«Конёк» (Виктор Коньков, главный персонаж картины — Евгений Миронов) всегда хотел стать кем-то, кто может принести человечеству пользу. Он работал поваром, любил официантку и перемещался по городу на велосипеде, но при этом свято верил в своё и общее великое будущее.
Однажды в его вялотекущем существовании появился таинственный человек со странным для глубинки именем Герман (Евгений Цыганов). Он слушает по радиоприёмнику иностранные «голоса» и необычную музыку, изучает языки, занимается спортом для себя, плавает в холодном море и умеет боксировать. Вообще Герман «парень что надо», но отчего-то чурается общения с окружающими. Непосредственный Конёк сумел набиться ему в друзья и разговорить. Герман рассказывает необыкновенные вещи: по всей стране происходит тайный отбор особенных людей, в числе которых и он, которых скоро соберут в Кустанае и отправят в космос. Сейчас же он должен жить здесь инкогнито, ждать вызова, тренироваться и заниматься самообразованием. Конёк старается подражать такому человеку.
Герман как более ушлый ухажёр уводит девушку Конька — Лару (Ирина Пегова). Конёк недолго унывает и переключается на её сестру Римму (Елена Лядова). А Герман вскоре осуществляет свой настоящий план — натренировав свой организм к холоду добраться вплавь до норвежской плавбазы и просить политического убежища. Но плавбаза, долго стоявшая на рейде, именно в тот час снимается с якорей, даёт прощальный гудок и начинает движение. В безнадёжной попытке догнать набирающий ход корабль Герман уплывает всё дальше в Баренцево море и пропадает в морозной ночной тьме.
Конёк не удивлён исчезновению Германа – он же говорил, что его скоро вызовут. Стремясь к более интересной и полезной жизни, не без влияния Германа, Виктор решает поступить в институт и отправляется с Риммой в Москву. В поезде он разговорился с соседом по купе улыбчивым и застенчивым молодым военным лётчиком Юрием с вечно развязывающимся правым шнурком. В финале фильма выясняется, что легкомысленная выдумка беглеца нашла своё воплощение: сосед был ещё никому не известный Юрий Гагарин, вызванный с Севера на новое место службы, а везучий на будущих покорителей Вселенной Конёк — тот самый восторженный человек из кадров кинохроники, сумевший пробиться к кортежу и вручить первому космонавту букет.

## В ролях
| Актёр           | Роль                   |
| --------------- | ---------------------- |
| Евгений Миронов | Виктор Коньков «Конёк» |
| Ирина Пегова    | Лара                   |
| Евгений Цыганов | Герман                 |
| Елена Лядова    | Римма                  |
| Мария Кузнецова | мама                   |
| Елена Галибина  | официантка             |
| Дмитрий Муляр   | Юрий                   |
| Игорь Шибанов   | Ефим                   |
| Виктор Павлов   |                        |

## Конфликт с «Киноартстудией»
Создатели фильма продали каналу «Россия» права на телевизионную премьеру фильма, которая должна была состояться после 15 ноября 2005 года, однако впервые фильм был продемонстрирован в телеэфире в двухсерийном формате 21 и 22 сентября того же года на «Первом канале» без объявления в печатных телепрограммах и анонсов в телеэфире. Так произошло потому, что кинокомпания «Киноартстудия», на ранних этапах участвовавшая в производстве фильма, но впоследствии покинувшая проект, так как не смогла выделить ТПО «Рок» деньги на фильм в полном объёме, незаконно разделила фильм на две серии, удалила из титров упоминания о продюсерстве Учителя и его студии, после чего передала картину Комитету по телекоммуникациям и СМИ города Москвы, а тот продал права на премьеру «Первому каналу». В итоге Арбитражный суд Москвы взыскал 2,5 миллиона рублей с «Киноартстудии» и 500 тысяч рублей с Комитета по телекоммуникациям и СМИ Москвы за нарушение авторских прав.

## Награды
Кинопремия «Ника» (2005)
- Лучший оператор — Юрий Клименко
- Лучший актёр — Евгений Миронов

«Золотой орёл» (2005)
- Лучшая режиссёрская работа — Алексей Учитель
- Лучший сценарий — Александр Миндадзе

«Золотой Овен» (2005)
- Лучший сценарий — Александр Миндадзе
- Лучшая мужская роль — Евгений Миронов

XXVII Московский международный кинофестиваль
- Главный приз «Золотой Георгий» за лучший фильм — Алексей Учитель

Конкурс профессиональных премий к/с «Ленфильм» «Медный всадник» (2005)
- Лучший режиссёр — Алексей Учитель